# Къща на Димитър Георгиади
Къщата на Димитър Георгиади се намира в Старинен Пловдив, паметник на културата. Построена е около средата на XIX в. за търговеца Димитър Георгиади.
Къщата е представител на пловдивския тип къща. Разположена на ъгъла на две улици и заема почти цялата ширина и половината от площта на неголемия парцел. Състои се от зимник, приземие и два етажа. Приземието е изградено от камък. Етажите са с дървена скелетна конструкция, запълнена с тънки тухли на глинен разтвор. От улицата се влиза в голям отвод, постлан с каменни плочи, който разделя приземието на две почти симетрични части – стопанска и жилищна. Първият и вторият етаж имат еднакво разпределение: просторен отвод, разширен в средата по надлъжната ос четири стаи – по една във всеки ъгъл, двураменна стълба и сервизни помещения. Предната част на отвода е повдигната на няколко стъпала и напомня на кьошк. В приземието и в етажа има по едно малко еркерче, които позволяват да се наблюдава движението в двете посоки на улицата. Главният вход е поставен в оста на сградата. Той е подчертан чрез симетрично поставени над него прозоречни отвори, чрез еркерно изнасяне на отвода от първия и втория етаж, с кобиличната крива на еркера и с малкия кобиличен фронтон.
Вътрешната украса на къщата се състои от богато орнаментирани тавани, различни във всяка стая. В композицията на един от таваните в първия етаж като декоративни елементи са използвани и полумесецът, и звездата.